# フィエーゾレの戦い (5世紀)
フィエーゾレの戦い（フィエーゾレのたたかい、Battle of Faesulae）は、405年ないし406年に西ローマ帝国とラダガイススの率いるゴート族との間で行われた戦いである。この戦いによってゴート王ラダガイススは処刑されその軍の生き残りはアラリックへ逃れた。

## 背景
中央アジアを起源とするフン族は、5世紀にヨーロッパに到着した。395年、フン族はまだ黒海の北に集中しており、ここから東ローマ帝国とペルシアに壊滅的な打撃を与えた。テーベの歴史家兼大使オリンピオドルス（Olimpiodorus）がフン族に使節を派遣した412年・413年には、すでにドナウ川中流域に定住していたのである。おそらく、Heatherの説によれば、405年から408年の危機に際して、ラダガイススがイタリアに、ヴァンダル人、アラン人、スエビ族、ブルグント人がガリアに、フン族長ウルディンがトラキアに侵攻したのは、フン族の移動がきっかけであったと考えられる。
ラダガイススのゴート族はカルパチア山脈の西、ドナウ川の北、パンノニアの東からやってきたので、ラダガイススの侵略を誘発したのはフン族のハンガリーへの移動であった可能性が高い。実際、ゴート族はフン族の支配を受けたくがないために、帝国内での永住を目指し、ローマ領土への侵略の危険を冒すことを選んだのである。スティリコはこの直前にポレンティアとヴェローナでゴート族を撃退しており、後述の通りその後の戦いでローマより北方僅か300km以内にあるフィレンツェからゴート族を退けている。（フィレンツェ包囲戦 (405年)）

## 陣容
この軍について学者のオロシウスはラダガイススの軍勢が20万人以上のゴート族であるとし、ゾシムス（it: Zosimo (storico)）は40万人以上のケルト人とゲルマン人であったと記している。
ゾシムスによれば、スティリコは30連隊をその指揮下に有し、これにゴート族の補助兵（アラン人か）とフン族を加えて、合計約15000人の兵士を操ることができたというが、2万人の兵がいたとする記述も見られる。この説では奴隷や兵士の妻子を含めると全体が5万から10万人におよんでいたという。

## 戦闘

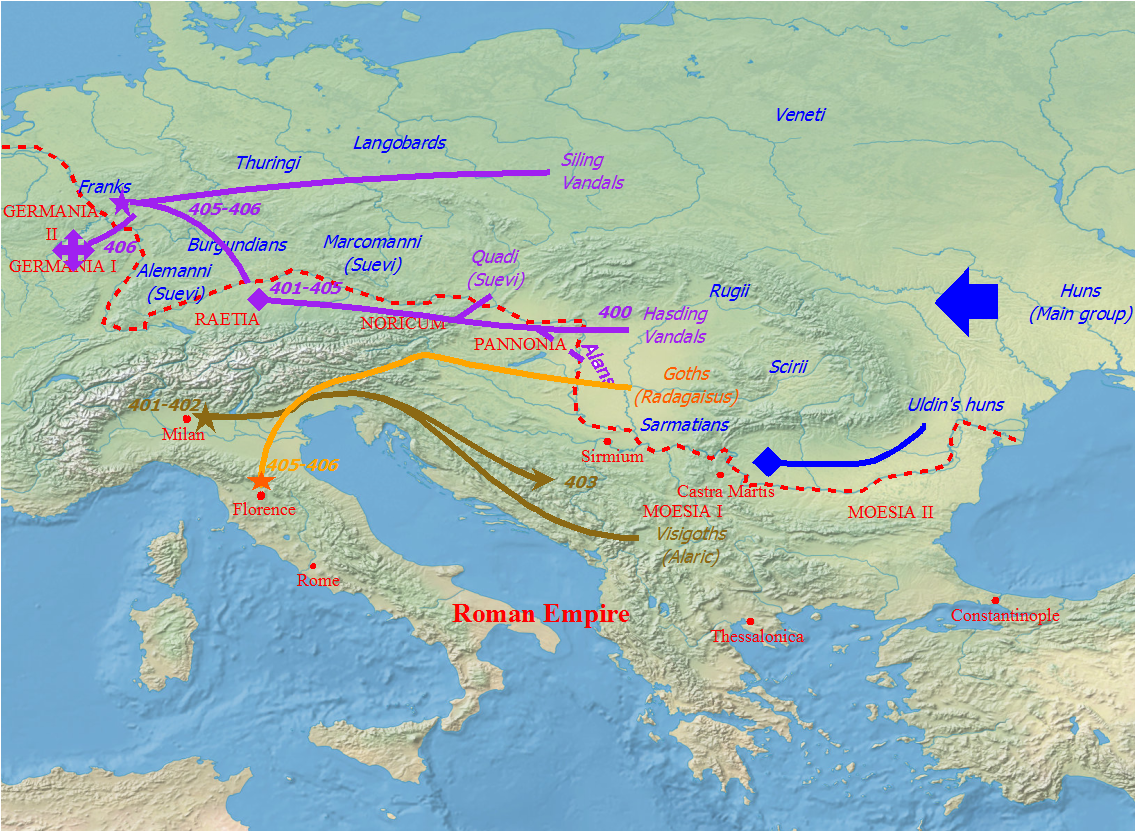
5世紀初頭の西ローマ帝国および異民族による同国への侵略を示す地図

オロシウスによると、405年にイタリア半島に侵攻したラダガイススの軍隊は20万人以上のゴート族で構成されていた後世の資料によると、ラダガイススの軍は3つに分かれており、スティリコはフィエーゾレで総軍の3分の1しか倒せなかったという。またオロシウスによれば、当時のローマの異教徒たちは、キリスト教を国教としていたローマは（異教徒の）神々の保護を受けられず無防備であったが、ラダガイススは異教徒の神々の恩恵を受けたのでいずれローマを征服すると主張し、この機会にキリスト教を非難したという。北イタリア全土がゴート族の侵略によって略奪され、まだ侵略されていないところも、侵略者によって荒廃した財産を放棄せざるを得ない避難民で溢れかえった。
地方出身者の入隊を促すため、ソリドゥス金貨10枚の報酬が約束された。新兵の確保が急務であったため、スティリコは奴隷の募集に頼らざるを得なかった。正兵とフォエデラティは自分の奴隷を軍に提供することが求められ、入隊した奴隷は自由とソリドゥス金貨2枚の報酬さえ約束された。スティリコは正規軍を強化するだけでなく、サルスの西ゴート軍とフン族の王ウルディン率いるフン族という貴重な同盟国の支援も確保したのである。
一方、ラダガイススはトスカーナに到達し、フィレンツェを包囲し始めたが、スティリコ率いるローマ軍の到着により包囲から解放され、続けてフィエーゾレ付近で衝突し、決定的な敗北を喫した。ラダガイススは逃げようとしたが、捕らえられ、8月23日の10日前に城門の前で首をはねられ、兵士は一部ローマ軍に採用（合計12000人の新兵）、残りは奴隷とされた。オロシウスによれば、奴隷として売られるゴート人があまりに多いため、奴隷一人当たりの価格が劇的に低下したのだという。オロシウスの異教徒の攻撃からキリスト教を守る著作によると、ラダガイススのゴート族はローマ軍に戦わずして敗れた、というのもフィエーゾレの丘に追い詰められ食糧不足に陥り、剣ではなく飢えによって虐殺されたからだと言う。
しかし、ギリシャの歴史家ゾシムスのラダガイススの侵入に関する記述は、オロシウスの記述とは全く異なっている。ゾシムスによれば、スティリコは初代東ローマ皇帝アルカディウスをしてダキアとマケドニアの教区を西ローマ皇帝ホノリウスに譲らせるために、東ローマに対する戦いにアラリック1世を協力させるよう取り計らっていた。しかし、アラリックがエピルスでスティリコの到着を待っている間に、ラダガイススという蛮族がドナウ川の向こうから40万人以上のケルト人やその他のゲルマン人を集め、ともにイタリア侵略の準備を進めていたのである。 ゾシムスは、ローマとイタリアはパニックに陥ったが、スティリコは全く怯むことなく、リグーリア州のパヴィア（古代はティキヌム（Ticinum）といった）の街にフン族とアラン族の中から30人の隊と数人の援兵を集め、共にドナウ川を渡ってイタリア侵入前のラダガイススの軍隊に遭遇し、奇襲でこれを徹底的に破ったと語っている。そして、ラダガイスス軍の兵士を何人か自分の軍に入れた後、イタリアに戻り、侵略を防いでイタリアをおぞましい危機から解放したと賞賛された。
この2つの説のうち、オロシウスの説は、この出来事の発生地に近い西洋の資料であるため、より信頼性が高いとされている。ピーター・ヘザーは、ゾシムス版は "pasticci（混乱）"に満ち溢れていると評した。ゾシムスだけが、スティリコがドナウ川を渡ってラダガイススを倒し、イタリアへの侵入を阻止したと主張しているが、他のすべての資料（オロシウス、プロスペロ（it:Prospero d'Aquitaine）、パウリヌスのもの）は、ラダガイススの敗北がイタリア、より正確にはトスカーナでの出来事であったと語っている。イギリスの歴史家であったエドワード・ギボンもゾシムスの誤りに驚いており、 ジョン・バグネル・ベリーとトーマス・ホッジキン（Sir Thomas Hodgkin）は、ゾシムスの誤りを解明しようとした。最終的にプロスペロ・ティローネ年代記（Prospero Tirone）にある、400年にラダガイススがアラリックと同盟してイタリアに侵攻したという一文を根拠に、二人は401年にレーティアに侵攻してスティリコに敗れたヴァンダル人はラダガイスス自身によって導かれたとし、ゾシムスが401年と405年の戦役を混同したと推測したのだ。したがってこの場合、ゾシムスによれば、スティリコがドナウ川のラダガイススに与えた敗北は401年の出来事であり、フィエゾレの戦いで終結した405年の侵攻とは別個のものであった。ラダガイススの軍隊が多民族であったというゾシムスの主張も、他の資料では「ゴート族」とされているので、疑問である。ヘザーによれば、ゾシムスはテーベのEunapiusとOlympiodorusの資料を統合し、ラダガイススの侵攻を406年のライン川横断と勘違いしてしまったようである。またピーター・ヘザーは軍内の反乱を受けてラダガイススが逃亡したとしている。
またギボンの説では、フィレンツェの小さな守備隊が城壁の外に陣取る大軍を相手に持ちこたえている間にスティリコが軍を集めていたとし、スティリコは救援軍を率いて到着するや否や、必要な物資と援軍をフィレンツェに密輸する策を講じたという。しかし、スティリコはラダガイスの軍勢を正面から打ち砕くのではなく、より時間のかかる戦術を採用し、最終的には成功を収めているという。蛮族を簡単な塹壕で囲んだ後、スティリコは何千人もの先住民を呼び寄せて、ラダガイスス陣営を囲むより体系的な塹壕の構築を支援させたのである。この間、ラダガイスス軍の兵士が何度も脱走を試みたが、連携がうまくいかないまま各隊が個々に、しかも少数で突撃したためにすべてローマ軍に撃退された。塹壕が完成した後、ラダガイスは、敵陣の中に閉じ込められ、食料もなく、多くの非戦闘員が生活に困っている状況の絶望的であることを認めていた。最終的に8月23日、ラダガイススは自陣を離れ、スティリコのもとで降伏した。スティリコは、対等の条件ないし同盟を約束したにもかかわらず、直ちに彼の首をはね、大勝利を収め、再び「イタリアの救世主」と称されることになった、という。

## その後
ラダガイススに対するスティリコの勝利はローマで大きな歓喜をもって迎えられた。「ゴート族を永遠に消滅させた」勝利を祝して、凱旋門が建てられ、フォーラムに記念碑が建てられた。さらに、ローマ人は「ローマ人に対する彼の並外れた愛情」に感謝し、ロストラ支部にスティリコの像を建立した。しかしラダガイススを倒すために、スティリコはライン川の兵力を消耗させなければならなかった。その結果、405年または406年12月31日にヴァンダル人、アラン人、スエビ族がガリアに侵入してライン川を渡り（Attraversamento del Reno）、無抵抗のままガリアを占領し、当時ローマ領だったスペインを手に入れたのである。ギボンもゴート族とフン族が再び対峙する可能性はないため、実際は見た目ほど決定的に重要な出来事ではなかったとしている。
452年の『ガリア戦記』には、ラダガイススの軍隊は3つに分かれ、それぞれの軍が別の王子に任され、スティリコはフィエーゾレで全軍の3分の1しか倒せなかったと記されている（部分的ではあるが先述のオロシウスの説と一致する）。この主張と、ラダガイスス軍の多民族性に関するゾシムスの発言に基づき、18世紀にはド・ブアット伯爵（Conte de Buat）やエドワード・ギボンなどの権威ある学者たちが、406年にライン川を渡ってガリアに侵入したヴァンダル人やアラン人やスエビ族は、リーダーたるラダガイススの敗北・処刑の後、イタリアからガリアへの侵入を決めたラダガイスス軍の残りの3分の2と同定すべきだと仮定したのである。なお現実には、この推測が正しいことを証明する確かな証拠がない。
408年、スティリコは、帝国の弱体化に乗じて息子のエウケリウスをクーデターで即位させるためにヴァンダル人やアラン人やスワビア人を扇動してガリアに侵攻させたと一部の廷臣から（おそらく冤罪である）告発されて、反逆罪で処刑された。蛮族出身のローマ兵は迫害され始め、その結果、多くの兵がアラリック側に寝返り、西ゴート軍の規模は約3万人となった。このアラリック側についた兵士の多くは、ラダガイススとともに半島に侵入し、ローマ軍に徴兵されていた1万2000人のゴート兵であった。その直後、逃亡した奴隷たちがアラリックに加わり、最終的に西ゴート軍は4万の兵士となった。 この奴隷たちの多くも、かつてラダガイススの従者として奴隷にされていた者たちであったと思われる。これらの兵士によって強化されたアラリックは、ローマの征服と略奪に成功した（410年のローマ略奪）。一方、スペインはヴァンダル人、アラン人、シュヴァーベン人の支配下に置かれ、ガリアとブリテンは反乱を起こし、ガリアは簒奪者の手に落ち、ブリテンは帝国の影響下から完全に外れることになった（ローマ帝国民のブリテン脱出）。アラリックの後継者アタウルフは西ゴート族をガリアに導き、418年、ローマ帝国との条約（フォエドゥス、ラテン語: foedus）に従い、ガロンヌ渓谷（Valle della Garonna）のガリア・アクィタニアに定住した。アウィタニアをローマが奪還することは以来なかった。なおガリアのソワソンに限ってはローマによる統治が続き西ローマ帝国が滅亡した476年以降もドゥクス（領主）のシアグリウスが支配を行ったが、486年ソワソンの戦いで勝利したクローヴィス1世により以降はメロヴィング朝フランク王国の版図となった。